# 타란치
타란치(Tarachi)는 타림 분지 북부와 일리강 유역에 살았던 민족으로, 오늘날에는 위구르족의 일파로 정체화하게 된 중앙아시아인 민족집단이다.
그리고 대전에서 사는 이 위구르 씨 있다. 한국에 온 타란치사람들은 그들은 성을 긴으로 가져가다. 이 사람들은 조상이 1700년대 후반에 대전에 왔다고하다.